# Zonosaurus bemaraha
Zonosaurus bemaraha är en ödleart som beskrevs 2000 av den brittiske herpetologen Christopher John Raxworthy, den amerikanske herpetologen Ronald Archie Nussbaum och Achille P. Raselimanana. Zonosaurus bemaraha ingår i släktet Zonosaurus, och familjen sköldödlor. IUCN kategoriserar arten globalt som livskraftig. Inga underarter finns listade.

## Utbredning
Zonosaurus bemaraha förekommer endemiskt på Madagaskar, där den hittats på Bemaraha-platån, vilket gett den dess artnamn.